# Arslan Tash
Arslan Tash (del turco Arslan, león + Taş, piedra), la antigua Hadātu, es un yacimiento arqueológico en el norte de Siria, en la gobernación de Alepo, situada a unos 30 km al este del Éufrates y cercana a la ciudad de Kobane (Ain al-Arab).

## Historia
La ciudad fue el centro de un reino arameo de la Edad del Hierro, que fue conquistado por los asirios en el siglo IX a. C. El sitio incluye un palacio asirio tardío, un santuario de Ishtar y de un templo helenístico. El asentamiento está rodeado por una muralla cuyas puertas están adornados con leones de piedra.
De la ciudad se sabe que fue anexionada a Asiria en  el año 857 a. C. por obra de Salmanasar III, después de una expedición militar que culminó con la deportación del mismo rey Ahuni. De su fase de autonomía quedan algunas esculturas, entre las que está una estela con la imagen del dios de la tempestad que cabalga un toro y blande un rayo, obra del mismo taller de la serie de Suhi y Katuwa de Karkemish.
Las inscripciones demuestran que, a pesar del nombre arameo, la ciudad estuvo bajo gestión luvita. A comienzos del siglo XI a. C. pertenece el desarrollo con la conformación de la ciudad baja, el anillo semicircular de muros, la ciudadela desplazada sobre el Éufrates y los grandes leones como decoración y vigilancia de las puertas.
Después de la conquista asiria de Arslan Tash, se convirtió en la residencia del gobernador Shamsi-ilu (durante el reinado de Tiglatpileser III). Allí se construyó un palacio provisto de pinturas para celebrar las empresas del gobernador.

## Arqueología
El sitio de Arslan Tash fue estudiado por primera vez en 1836 por una misión dirigida por Francis Rawdon Chesney.

Mapa de los apartamentos privados en el palacio asirio.

El yacimiento de Arslan Tash fue estudiado por vez primera en 1836, en una misión guiada por Francis Rawdon Chesney.
La primera excavación del siglo XIX fue dirigida por el arqueólogo francés François Thureau-Dangin por el museo del Louvre en dos breves campañas en 1928.
En 2007 y 2008 los trabajos de excavación fueron reanudados con las campañas realizadas por un equipo conjunto de la Universidad de Bolonia y de la Dirección General de antigüedades y museos de Siria, dirigida por Anas al-Khabour y Sheila Carter. Cada sesión duraba una semana y la última también incluyó un trabajo geofísico.
Las excavaciones confirmaron la identificación de la ciudad de Hadātu, conocida por fuentes asirias, de la que pronto fue sacada a la luz la muralla de planta rectangular, con tres puertas y un palacete asirio provincial datable de mediados del siglo VIII a. C. Junto al palacete fue descubierto un edificio, del cual se extrajeron numerosas lastras ebúrneas de decoración y partes del mobiliario, del tipo de las encontradas por Austen Henry Layard y William Kennett Loftus en Nimrud y por Paul-Émile Botta en Khorsabad  y que más tarde Richard David Barnett atribuyó a dos escuelas diferentes; la primera fenicia y la segunda del norte de Siria).

### Las piezas de marfil

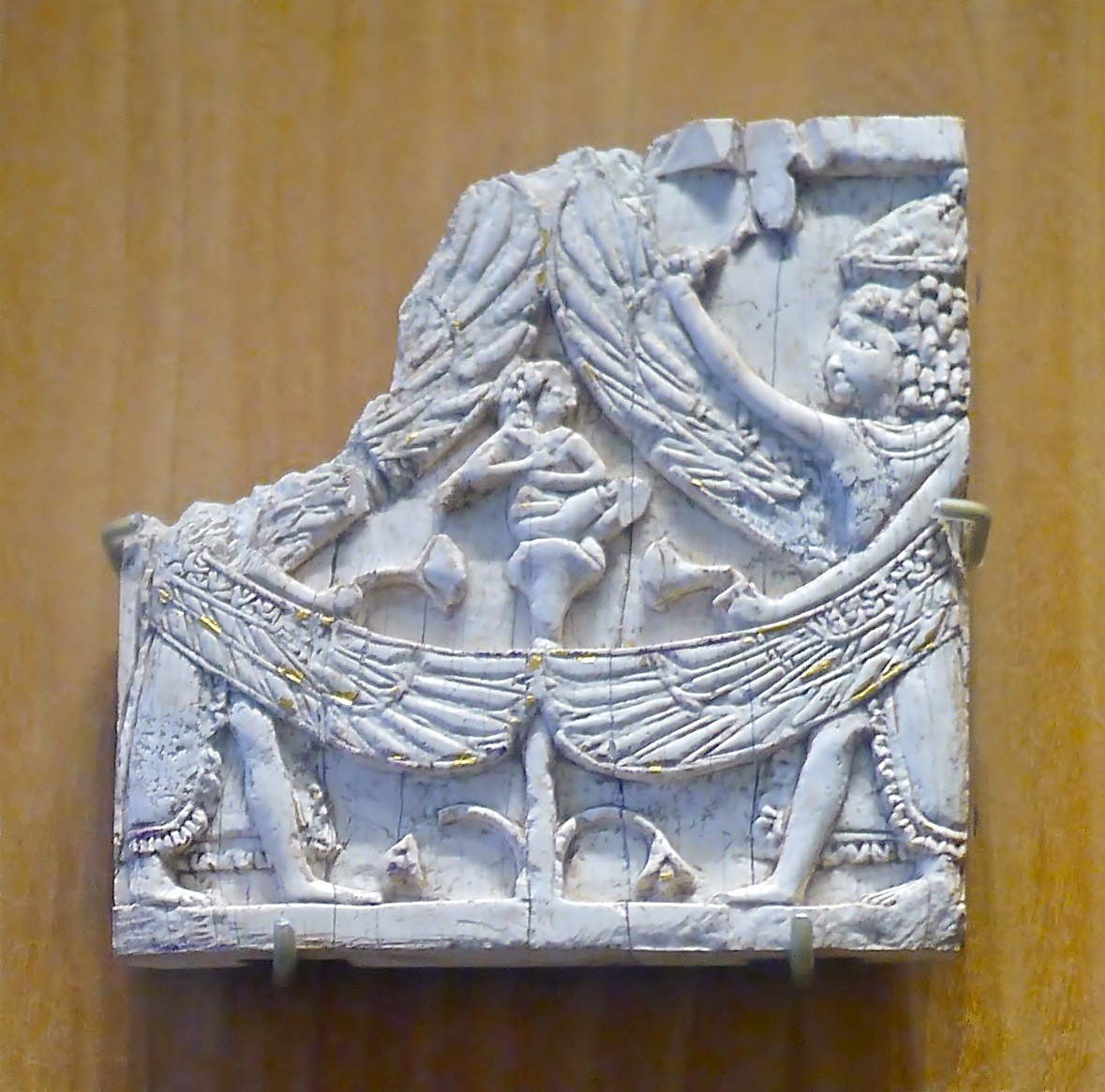
Placa de marfil.

Los descubrimientos más importantes de Arslan Tash son las piezas de marfil de extraordinaria calidad artística que se encontraron durante la expedición de 1928, dentro de un palacio más antiguo que el palacio del periodo neoasirio, que data del siglo IX a. C. . Según la ley de la época fueron repartidos entre el Museo Arqueológico de Alepo y el Museo del Louvre, excepto la parte que se acabó en el mercado clandestino (probablemente a causa de las excavaciones no autorizadas) y que está repartida entre varias otras museos.
Los marfiles hallados en Arslan Tash (que acabaron dando nombre a la estructura que los había tenido sepultados durante tantos siglos: Edificio de los marfiles) pertenecen a ambas escuelas. En efecto, allí aparecen también las escenas de tipo egipcio y las composiciones heráldicas bien equilibradas en bajorrelieve, típicas de la tradición fenicia (con temas como los genios alados que sujetan el papiro sobre el que está Maat, o el joven Horus ente carneros alados), como el relieve más alto y cromático de Siria septentrional, documentado aquí por un sola lastra, que representa en este caso específico a un dignatario. Los estudiosos han individualizado entre estos marfiles testimonios de una tercera escuela, sursiria, con probable sede en Damasco. Se trata de variantes de tipo fenicio, con composiciones menos elegantes y formas más bastas. La atribución en este caso se vería confirmada por un fragmento ebúrneo no esculpido que lleva la dedicatoria en arameo al señor Haza-el, quizás identificable con un soberano de Damasco contemporáneo de Salmanasar III. Si así fuera, el lote constituiría, como los de Nimrud y Khorsabad, parte de un botín obtenido por los asirios durante la conquista de Siria y reunido en el centro provincial de Khadalu. Esto confirmaría la importancia de la ciudad como avanzada, importancia ya testimoniada por la presencia en el lugar de un templo de la diosa Ishtar del que provienen estatuas de leones, de toros y de divinidades de puro estilo asirio.
Los amuletos de Arslan Tash son trozos más pequeños cuya autenticidad se disputa.

### Relieves de las puertas
Los relieves de Arslan Tash son bajorrelieves de hombres y animales en las puertas de la ciudad y del templo. La datación de los relieves es confusa, aunque uno contiene una inscripción de Tiglatpileser III del Imperio neoasirio.